# ETHA Engomis
L'Etha Engomis Nicosia (greco Ε.Θ.Α. Έγκωμης)  è una società di pallacanestro (maschile e femminile), con sede a Engomi nei sobborghi di Nicosia, a Cipro.

## Storia
La prima vittoria nel campionato cipriota è avvenuta nel 2011.

## Palmarès
- Campionato cipriota: 2

2010-11, 2011-12
- Coppa di Cipro: 3

2011, 2013, 2015
- Supercoppa di Cipro: 1

2011

## Cestisti
- Malcolm Brooks 2017-